# Região Nordeste

Staaten der Região Nordeste:
1 Maranhão
2 Piauí
3 Ceará
4 Rio Grande do Norte
5 Paraíba
6 Pernambuco
7 Alagoas
8 Sergipe
9 Bahia

Subregionen Nordostbrasiliens
1 Meio-Norte
2 Sertão
3 Agreste
4 Mata Atlântica

Região Nordeste (deutsch: Nordostregion, Region Nordosten, Nordostbrasilien) bezeichnet eine statistisch-geographische Region Brasiliens, die 1969 als eine von fünf Großregionen durch das Statistikamt, dem Instituto Brasileiro de Geografia e Estatística (IBGE) gebildet wurde. Sie umfasst Bevölkerung und Territorium von neun der brasilianischen Bundesstaaten.

## Hintergründe
Die Região Nordeste do Brasil (RN) macht mit 1.554.246,5 km² rund 18 % der Fläche Brasiliens aus. Gleichzeitig ist sie nach der Região Sudeste die Region mit der zweithöchsten Einwohnerzahl von rund 53.081.950 Einwohnern. Am Bruttoinlandsprodukt sind die neun Staaten der Region mit 13,5 % beteiligt. Die Erfassung von statistischen Kerndaten durch das IBGE erfolgte durch die Volkszählung von 2010.
Der Nordosten ist industriell wenig entwickelt mit hoher Arbeitslosenzahl, jedoch etwas besser erschlossen als die im Norden und Westen anschließende Região Norte. Das Gebiet hat weder eine einheitliche Landschaftsform oder Vegetationszone noch einen gemeinsamen kulturellen Raum oder ist ein einheitliches Wirtschaftsgebiet. Die Bevölkerung spricht unterschiedliche Dialekte wie das Nordestino, Baiano, Sertanejo, Cearense, Recifense oder Serra amazônica. Die Analphabetenquote liegt mit 6 % (2009) etwas unter dem Landesdurchschnitt. Kulturell ist die Region sehr vielseitig. Sie ist geprägt von der portugiesischen Kolonialherrschaft, von der afrikanischen Kultur der ehemaligen Sklaven und nicht zuletzt von indianischen Einflüssen.
Kennzeichen sind die allgemeine Unterentwicklung, Dürre mit Erntekatastrophen, mangelnde Wasserversorgung und eine Binnenmigration in Richtung Süden. Die Maßnahmen dagegen, die bereits zur Zeit der Vargas-Diktatur und dessen Estado Novo sowie unter der Präsidentschaft Juscelino Kubitscheks mit seiner Konzentrierung der Entwicklung der Mitte des Landes wenig Erfolge im Norden und Nordosten zeigten, machten es nach dem Beginn der Militärdiktatur (1964–1985) erforderlich, mit ihren autoritär-bürokratischen Strukturen ein Netzwerk aus verschiedenen Planungsinstrumenten zu schaffen. Brasilien wurde in fünf Großregionen unterteilt, das IBGE sollte dabei durch statistische Angaben und Analysen die Planungen unterstützen und Entwicklungen beobachten. Sie stellt der Zentralregierung und den Landesregierungen die notwendigen Daten zur Verfügung.
Geopolitisch und wirtschaftsgeographisch ist Brasilien zusätzlich noch in drei große geoökonomische Räume geteilt, von denen die Região geoeconômica Nordeste do Brasil eine davon bildet.
Das Vieleck der Trockenheit (Polígono das Secas) bezeichnet die betroffenen Staaten und Städte der seit Mitte des 19. Jahrhunderts von Ceará ausgehenden Desertifikation in Richtung Norden. Da keine festen Grenzen bestimmbar sind, wird das Gebiet wiederholt neu festgelegt.
Umgangssprachlich beschreibt Nordosten auch ein geographisch nicht exakt definiertes Gebiet innerhalb Brasiliens, ähnlich wie im Deutschen Norddeutschland.

## Institutionen
Die Nordostregion ist keine Verwaltungseinheit Brasiliens, wie es die Bundesstaaten oder die Municípios sind, jedoch werden bestimmte Maßnahmen durch gemeinsame, im Allgemeinen halbstaatliche Organe getroffen. Bedeutende dieser Einrichtungen sind:

### SUDENE
Die SUDENE, Superintendência do Desenvolvimento do Nordeste (SUDENE), deutsch: Oberaufsicht der Entwicklung des Nordosten, hat ihren Sitz in Recife. Sie wurde am 15. Dezember 1959 errichtet, zwischenzeitlich durch die Agência do Desenvolvimento do Nordeste (ADENE) ersetzt und am 3. Januar 2007 erneut eingesetzt. Ihre hauptsächlichen Instrumente sind
- Plano Regional de Desenvolvimento do Nordeste (PRDNE);
- Fundo Constitucional de Financiamento do Nordeste (FNE);
- Fundo de Desenvolvimento do Nordeste (FDNE).

Umfangreiches statistisches Material, vorwiegend basierend auf Angaben des IBGE, veröffentlichte sie 2013 mit Nordeste em números 2011 (Nordosten in Zahlen). Der Zuständigkeitsbereich der SUDENE ist im Süden um Teile der Bundesstaaten Minas Gerais und Espírito Santo erweitert.

### Fórum dos Governadores do Nordeste
Das Fórum dos Governadores do Nordeste (FGN) ist ein periodisches Treffen der Gouverneure der betreffenden Staaten, bei denen auch Minas Gerais und Espírito Santo teilnehmen mit Beteiligung der Bundesregierung.

### Banco do Nordeste
Die Banco do Nordeste (Bank des Nordostens) ist eine 1952 gegründete Entwicklungsbank speziell für den Nordosten mit Hauptsitz in Fortaleza.

### Departamento Nacional de Obras Contra as Secas
Das Departamento Nacional de Obras Contra as Secas (DNOCS) ist eine bereits 1909 gegründete selbständige Behörde. Hauptaufgaben sind Maßnahmen zur regionalen Wasserversorgung. Sie ist dem Ministério da Integração Nacional zugeordnet.

## Bundesstaaten der Região Nordeste
Siehe Hauptartikel:
Alagoas , Bahia , Ceará , Maranhão , Paraíba , Pernambuco , Piauí , Rio Grande do Norte , Sergipe .
| Bundesstaat         | Hauptstadt  | Einwohner Zensus 2010 | Schätzung 2019 | Fläche 2019   | Städte |
| ------------------- | ----------- | --------------------- | -------------- | ------------- | ------ |
| Alagoas             | Maceió      | 3.120.494             | 3.337.357      | 27.843,3 km²  | 102    |
| Bahia               | Salvador    | 14.016.906            | 14.873.064     | 564.760,4 km² | 417    |
| Ceará               | Fortaleza   | 8.452.381             | 9.132.078      | 148.894,4 km² | 184    |
| Maranhão            | São Luís    | 6.574.789             | 7.075.181      | 329.642,2 km² | 217    |
| Paraíba             | João Pessoa | 3.766.528             | 4.018.127      | 56.467,2 km²  | 223    |
| Pernambuco          | Recife      | 8.796.448             | 9.557.071      | 98.067,9 km²  | 185    |
| Piauí               | Teresina    | 3.118.360             | 3.273.227      | 251.756,5 km² | 224    |
| Rio Grande do Norte | Natal       | 3.168.027             | 3.506.853      | 52.809,6 km²  | 167    |
| Sergipe             | Aracaju     | 2.068.017             | 2.298.696      | 21.925,4 km²  | 75     |
| Gesamt              |             |                       |                |               | 1.794  |

## Subregionen
Im Osten vom Atlantik her liegt die Waldzone der Mata Atlântica, das Übergangsgebiet der Agreste, der Sertão und im Westen die Übergangsregion zwischen Trockengebiet und den Regenwäldern des Amazonasbeckens der Meio-Norte.